# Боготол (село)
Богото́л — село в Боготольском районе Красноярского края России. Расположено в 3 км к югу от города Боготола.

## История
В XVII веке на территории Боготольской и Краснореченской волостях (Аргинское Причулымье) проживали тюркские племена, которых называли чулымскими татарами. Русские люди поселились здесь в конце XVII века. Но благоприятные условия для развития русских поселений в Причулымье сложились только к 1703 году, когда прекратились постоянные набеги киргизов на поселения. Крестьяне Причулымья занимались земледелием, скотоводством. Крестьяне сеяли озимую рожь, пшеницу ярицу, овес, ячмень, гречиху, лен, просо, коноплю.
В селе Боготол к 1771 г. было 160 домов, соляные магазины. Село являлось административным центром и имело главный надзор над поселениями от Сусловки до Ачинска. В середине XYIII в. было построено 2 винокуренных завода — Боготольский и Краснореченский, которые производили в год 10 тысяч ведер водки каждый. Продукция этих заводов транспортировалась по всей Сибири и за Урал. Сырьем для винокуренного производства служила пшеница местного производства.
К середине XIX века с. Боготол стало значительным торговым центром близлежащей округи. Здесь практиковалась ярмарочная торговля. Важнейшее место в торговле занимал сбыт сала, масла коровьего, кож, овчин, зерна, муки, изделий кустарного промысла. Через своих торговых людей поддерживались связи с крупными торговыми центрами. Кроме всего оно имело 4 кожевенных завода, 5 мукомольных мельниц, 3 кирпичных завода. Кроме того, было развито кустарное ремесло. Кустари изготавливали мебель, сохи, телеги, сани, вилы, грабли, прялки, ткацкие станки, шили одежду, обувь, занимались обжигом извести, смолокурением. В 1896 году в селе проживало 4673 жителя. Для них были открыты больница, православная церковь, еврейский молитвенный дом, богадельни, два сельских училища — мужское и женское (общеобразовательные школы), лесное училище, поступить в которое было нелегко из-за высокого конкурса.
В 30-х годах XX века на территории района (на базе Аргинских лесов) создан Боготольский леспромхоз. С 1935 года проводятся разведывательные работы, которые показали наличие промышленных запасов россыпного и рудного золота в Арге. Начались государственные разработки россыпного золота. В результате возник Галкинский прииск (по названию речки Галки). Но в 1950 году прииск прекратил своё существование (в послевоенные годы изменилась конъюнктура в золотодобывающей промышленности).

## Население
| 2007 | 2010  |
| ---- | ----- |
| 1639 | ↗1992 |